# Dyskografia The Skatalites
Dyskografia The Skatalites, jamajskiej grupy muzycznej wykonującej ska.

## Albumy studyjne
| L.p. | Tytuł                                            | Data wydania | Wytwórnia                           | Format |
| ---- | ------------------------------------------------ | ------------ | ----------------------------------- | ------ |
| 1.   | Ska Boo-Da-Ba                                    | 1966         | WIRL                                | LP     |
| 2.   | Ska Authentic Vol. 1                             | 1967         | Studio One                          | LP     |
| 3.   | Ska Authentic Vol. 2                             | 1968         | Studio One                          | LP     |
| 4.   | Celebration Time                                 | 1969         | Studio One                          | LP     |
| 5.   | The Skatalite!                                   | 1969         | Treasure Isle                       | LP     |
| 6.   | Return of the Big Guns                           | 1984         | Island                              | LP     |
| 7.   | Ska Voovee                                       | 1993         | Shanachie                           | CD     |
| 8.   | Hi-Bop Ska!                                      | 1994         | Shanachie                           | CD     |
| 9.   | Greetings from Skamania                          | 1996         | Shanachie                           | CD     |
| 10.  | Ball of Fire                                     | 1997         | Island                              | CD     |
| 11.  | Bashaka                                          | 2000         | Marston                             | CD     |
| 12.  | From Paris With Love                             | 2002         | Melodie                             | CD, LP |
| 13.  | On the Right Track                               | 2007         | AIM                                 | CD     |
| 14.  | Rolling Steady: The 1983 Music Mountain Sessions | 2007         | Motion                              | CD, LP |
| 15.  | Walk With Me                                     | 2012         | Wrasse (w Europie) Moondust (w USA) | CD     |

## Albumy koncertowe
| L.p. | Tytuł                   | Data wydania | Wytwórnia           | Format | Komentarz |
| ---- | ----------------------- | ------------ | ------------------- | ------ | --- |
| 1.   | Live at Sunsplash       | 1984         | Synergy             | LP     | nagranie z występu na festiwalu Reggae Sunsplash w Montego Bay w lipcu 1983 roku                                                                             |
| 2.   | Stretching Out Vol. 1   | 1986         | ROIR                | LP     | nagrania z występu zespołu w Blue Monk Jazz Gallery w Kingston w lipcu 1983 roku, a także materiał z próbnej sesji zespołu przed festiwalem Reggae Sunsplash |
| 3.   | Stretching Out Vol. 2   | 1987         | ROIR                | LP     | nagrania z występu zespołu w Blue Monk Jazz Gallery w Kingston w lipcu 1983 roku, a także materiał z próbnej sesji zespołu przed festiwalem Reggae Sunsplash |
| 4.   | Ska Groove in Japan     | 1989         | Alpha Enterprise    | LP     | nagranie z koncertu zespołu w Tokio w maju 1989 roku |
| 5.   | Roots Party             | 2003         | FullFill / XIII Bis | CD     | nagranie z koncertu zespołu w Brukseli w roku 2003 |
| 6.   | In Orbit Vol. 1         | 2006         | Grover / Vinyl Only | CD, LP | nagranie z koncertu zespołu w Buenos Aires we wrześniu 2005 roku                                                                                             |
| 7.   | Live at Lokerse Feesten | 2006         | Charly              | CD+DVD | nagrania z dwóch występów zespołu na festiwalu Lokerse Feesten w Lokeren w latach 1997 i 2002                                                                |

## Kompilacje
| L.p. | Tytuł                                                         | Data wydania | Wytwórnia          | Format | Komentarz |
| ---- | ------------------------------------------------------------- | ------------ | ------------------ | ------ | --- |
| 1.   | Best of the Skatalites                                        | 1974         | Studio One         | LP     | składanka nagrań z sesji zespołu, zarejestrowanych przez Clementa "Sir Coxsone'a" Dodda w latach 60. w jego Studiu One |
| 2.   | The Legendary Skatalites                                      | 1976         | Jam Sounds         | LP     | składanka nagrań z sesji (oficjalnie wówczas nieistniejącego) zespołu w roku 1975, wydanych także w postaci solowego albumu Lloyda Brevetta African Roots |
| 3.   | Scattered Lights                                              | 1984         | Alligator          | CD, LP | składanka nagrań z sesji zespołu, zarejestrowanych przez Justina Yapa w latach 60. w jego studiu Top Deck Records |
| 4.   | Skatalites & Friends: Hog in a Cocoa                          | 1993         | Aztec              | CD     | składanka nagrań z sesji zespołu i innych muzyków, zarejestrowanych przez Duke'a Reida w latach 60. w studiach Treasure Isle oraz West Indies |
| 5.   | Ska Tribute To the Ska-Talites                                | 1994         | Lagoon             | CD     | składanka nagrań z sesji zespołu, zarejestrowanych przez Duke'a Reida w latach 60. w jego studiu Treasure Isle |
| 6.   | Foundation Ska                                                | 1997         | Heartbeat          | CD     | dwupłytowa składanka nagrań z sesji zespołu, zarejestrowanych przez Clementa "Sir Coxsone'a" Dodda w latach 60. w jego Studiu One |
| 7.   | The Skatalites Featuring Don Drummond                         | 1998         | Rhino              | CD     | składanka nagrań z sesji zespołu, zarejestrowanych przez Duke'a Reida w latach 60. w jego studiu Treasure Isle, ze szczególnym wyróżnieniem partii puzonowych Dona Drummonda |
| 8.   | Skatalites & Friends at Randy's                               | 1998         | VP                 | CD, LP | składanka nagrań z sesji zespołu i innych muzyków, zarejestrowanych przez Vincenta "Randy'ego" China w latach 60. w Federal Studio |
| 9.   | Top Sounds from Top Deck Vol. 3: Ska Boo-Da-Ba                | 1998         | Westside           | CD     | składanki z serii "Top Sound From Top Deck", prezentującej nagrania zarejestrowane przez Justina Yapa w jego studiu Top Deck |
| 10.  | Top Sounds from Top Deck Vol. 4: Ska-Ta-Shot                  | 1998         | Westside           | CD     | składanki z serii "Top Sound From Top Deck", prezentującej nagrania zarejestrowane przez Justina Yapa w jego studiu Top Deck |
| 11.  | Top Sounds from Top Deck Vol. 5: Ska-Tola                     | 1998         | Westside           | CD     | składanki z serii "Top Sound From Top Deck", prezentującej nagrania zarejestrowane przez Justina Yapa w jego studiu Top Deck |
| 12.  | Musical Communion                                             | 1999         | Culture Press      | CD     | składanka nagrań z sesji zespołu, zarejestrowanych przez Duke'a Reida w latach 60. w jego studiu Treasure Isle |
| 13.  | Greatest Hits of the Skatalites Featuring Tommy McCook        | 1999         | Heartbeat          | CD     | składanka nagrań z sesji zespołu, zarejestrowanych przez Clementa "Sir Coxsone'a" Dodda w latach 60. w jego Studiu One, ze szczególnym wyróżnieniem partii saksofonowych Tommy’ego McCooka |
| 14.  | Heroes of Reggae in Dub                                       | 1999         | Motion             | CD, LP | składanki z 3-częściowej serii "The Skatalites Meet King Tubby", zawierające zdubowane przez King Tubby'ego w jego studiu King Tubby's utwory pochodzące z sesji (oficjalnie wówczas nieistniejącego) zespołu w roku 1975; w oryginale nagrania te zarejestrowane zostały w studiach Black Ark Lee "Scratcha" Perry'ego oraz Aquarius Hermana Chin-Loya i ukazały się w postaci solowego albumu Lloyda Brevetta African Roots, a także jako kompilacja The Legendary Skatalites |
| 15.  | Herb Dub, Collie Dub                                          | 2000         | Motion             | CD, LP | składanki z 3-częściowej serii "The Skatalites Meet King Tubby", zawierające zdubowane przez King Tubby'ego w jego studiu King Tubby's utwory pochodzące z sesji (oficjalnie wówczas nieistniejącego) zespołu w roku 1975; w oryginale nagrania te zarejestrowane zostały w studiach Black Ark Lee "Scratcha" Perry'ego oraz Aquarius Hermana Chin-Loya i ukazały się w postaci solowego albumu Lloyda Brevetta African Roots, a także jako kompilacja The Legendary Skatalites |
| 16.  | The Legendary Skatalites in Dub                               | 2001         | Motion             | CD, LP | składanki z 3-częściowej serii "The Skatalites Meet King Tubby", zawierające zdubowane przez King Tubby'ego w jego studiu King Tubby's utwory pochodzące z sesji (oficjalnie wówczas nieistniejącego) zespołu w roku 1975; w oryginale nagrania te zarejestrowane zostały w studiach Black Ark Lee "Scratcha" Perry'ego oraz Aquarius Hermana Chin-Loya i ukazały się w postaci solowego albumu Lloyda Brevetta African Roots, a także jako kompilacja The Legendary Skatalites |
| 17.  | Nucleus of Ska                                                | 2001         | Music Club         | CD     | składanka nagrań z sesji zespołu, zarejestrowanych przez Justina Yapa w latach 60. w jego studiu Top Deck |
| 18.  | Lucky Seven                                                   | 2002         | Proper             | CD     | dwupłytowa składanka nagrań z sesji zespołu, zarejestrowanych przez Duke'a Reida w latach 60. w jego studiu Treasure Isle |
| 19.  | More Celebration Time                                         | 2002         | Coxsone Music City | CD     | składanka nagrań z sesji zespołu, zarejestrowanych przez Clementa "Sir Coxsone'a" Dodda w latach 60. w jego Studiu One |
| 20.  | The Skatalites & Friends: Ska Splash                          | 2002         | Moon Ska           | CD     | dwupłytowa składanka nagrań z trasy koncertowej "Ska Splash" z roku 1996; gościnnie Laurel Aitken oraz grupa House of Rhythm, prezentująca materiał ze swojego debiutanckiego krążka In A Different Style |
| 21.  | Guns of Navarone: The Best of the Skatalites                  | 2003         | Trojan             | CD     | składanka "the best of" |
| 22.  | Phoenix City: A History of the World's Greatest Ska Band      | 2004         | Trojan             | CD     | dwupłytowa składanka "the best of" |
| 23.  | In the Mood for Ska: The Moonska Years                        | 2004         | Recall             | CD     | dwupłytowa składanka nagrań z sesji zespołu dla Moon Ska Records, dokumentująca również trasę koncertową "Ska Splash 1996" |
| 24.  | Kingston 11                                                   | 2005         | King Edwards       | CD, LP | składanka nagrań z różnych sesji zespołu z lat 60. |
| 25.  | Independent Ska                                               | 2006         | Brook              | CD     | składanka "the best of" |
| 26.  | Anthology                                                     | 2007         | Primo              | CD     | dwupłytowa składanka nagrań z różnych sesji zespołu z lat 60. |
| 27.  | The Skatalites Play Ska                                       | 2007         | Kingston Sounds    | CD, LP | składanka nagrań z różnych sesji zespołu z lat 60. |
| 28.  | The Skatalites & Friends: The Authentic Sound of Tommy McCook | 2007         | Moon Ska           | CD     | składanka nagrań z sesji zespołu i innych muzyków dla Moon Ska Records |
| 29.  | The Skatalites                                                | 2008         | Attack             | CD     | trzypłytowa składanka nagrań z sesji zespołu, zarejestrowanych przez Duke'a Reida w latach 1964-65 w jego studiu Treasure Isle |
| 30.  | Occupation Ska!: The Very Best of the Skatalites              | 2009         | Nascente           | CD     | dwupłytowa składanka nagrań z różnych sesji zespołu z lat 60. |
| 31.  | Essential Ska Masters                                         | 2009         | Goldenlane         | CD     | składanka "the best of" |
| 32.  | Rollin' On                                                    | 2010         | King Edwards       | CD     | składanka nagrań z różnych sesji zespołu z lat 60. |
| 33.  | Treasure Isle Time                                            | 2011         | Kingston Sounds    | CD, LP | składanka nagrań z sesji zespołu, zarejestrowanych przez Duke'a Reida w latach 60. w jego studiu Treasure Isle |

## Albumy tribute
| L.p. | Tytuł                                       | Data wydania | Wytwórnia | Format |
| ---- | ------------------------------------------- | ------------ | --------- | ------ |
| 1.   | Freedom Sounds: A Tribute To the Skatalites | 1999         | Shanachie | CD     |
| 2.   | Ska Stock: Tribute To the Skatalites        | 2000         | Justa     | CD     |

## Wspólne albumy
| L.p. | Wykonawcy                                    | Tytuł                                                | Data wydania | Wytwórnia      | Format |
| ---- | -------------------------------------------- | ---------------------------------------------------- | ------------ | -------------- | ------ |
| 1.   | Lloyd Brevett & The Skatalites               | African Roots                                        | 1978         | United Artists | LP     |
| 2.   | Sly & Robbie, The Taxi Gang & The Skatalites | The Skatalites With Sly and Robbie and The Taxi Gang | 1983         | Vista Sounds   | LP     |
| 3.   | Laurel Aitken & The Skatalites               | The Long Hot Summer: Jamaican Ska 1963               | 1992         | ROIR           | LP     |
| 4.   | Lord Tanamo & The Skatalites                 | In the Mood for Ska                                  | 1993         | Trojan         | CD, LP |
| 5.   | Laurel Aitken & The Skatalites               | Ska Titans                                           | 1999         | Moon Ska       | CD     |

## Inne
- W roku 1977 nakładem wytwórni Third World Records ukazała się solowa płyta Tommy’ego McCooka pt. Hot Lava, sygnowana "Tommy McCook & The Skatalites", chociaż w rzeczywistości saksofoniście nie akompaniował żaden z członków formacji.